# Шимкив, Дмитрий Анатольевич
Дми́трий Анато́льевич Ши́мкив (укр. Дмитро Анатолійович Шимків; род. 28 сентября 1975, Львов) — украинский топ-менеджер в сфере информационных технологий. Глава совета директоров Darnitsa Group. Бывший заместитель главы Администрации президента Украины (с 9.07.2014 по 31.08.2018), экс-генеральный директор «Майкрософт Украина». Член наблюдательного совета «Киевстар».

## Биография

### Образование
С 1992 по 1997 год обучался во Львовском государственном университете «Львовская политехника» на Факультете телекоммуникаций, радиоэлектроники и электронной техники. Инженер в области информационных технологий, электроники и телекоммуникаций (диплом с отличием, диссертацию защитил на английском языке).

### Карьера
IT
Во время учёбы в университете инициировал создание одной из первых университетских компьютерных сетей на Украине — PolyNet.
Между 1998 и 2007 годами Дмитрий Шимкив руководил IT-компаниями и международной командой разработчиков программного обеспечения.
В 1998 года переехал в Копенгаген (Дания), где работал в компании ALTA Copenhagen. По возвращении на Украину в 2000 г. основал компанию Alfa Team, которую через два года продал датской корпорации ALTA A/S. После реорганизации Alfa Team была преобразована в ALTA Eastern Europe, а Дмитрий Шимкив возглавил R&D-отдел ALTA A/S, управляя командой разработчиков в Дании, Украины и США. С 2002 по 2006 год был генеральным директором ALTA Eastern Europe. 2006—2007 —  генеральный директор RedPrairie Eastern Europe.
В 2006 году ALTA A/S была приобретена американской компанией RedPrairie (международный разработчик решений в сфере продуктивности). Украинское подразделение стало называться RedPrairie Eastern Europe, и Шимкив возглавлял его до 2007 года, управляя командой разработчиков Дании, Украины и США.
Между 2007 и 2014 годами Дмитрий Шимкив работал в Microsoft Украина. Март 2007 — май 2009 — директор по продажам в корпоративном сегменте Microsoft Украина. За два года уровень продаж вырос на 60%. В мае 2009 года Дмитрий Шимкив стал генеральным директором представительства Microsoft Украина. Под руководством Дмитрия Шимкива «Майкрософт Украина» неоднократно признавался одним из самых успешных подразделений Microsoft в мире, в том числе — лучшим подразделением в мире в 2011 году.
Государственная служба в Администрации Президента Украины
С июля 2014 по август 2018 года Шимкив работал заместителем главы Администрации Президента Украины. Он отвечал за проведение административных, социальных и экономических реформ, в частности одним из первых заданий было внедрение электронного управления в Администрации. Среди его достижений были продвижение системы электронных государственных закупок ProZorro, организация Национального совета реформ и Проектного Офиса реформ, подготовка президентской Стратегии устойчивого развития «Украина-2020», содействие запуска мобильной связи третьего/четвертого поколения (3G/4G), создание инициатив  «Цифровая Украина» и «GoGlobal» (масштабное изучение английского языка), создания сервиса электронных петиций Президенту Украины.
31 августа 2018 года был уволен по своему желанию с целью вернуться в бизнес.
Возвращение в бизнес — Darnitsa Group
С сентября 2018 года Дмитрий Шимкив работает в фармацевтической компании «Дарница», где возглавил совет управляющей компании. Сфера его ответственности: международные связи, стратегическое планирование, развитие и внедрение новых технологий. Он считает, что фарма — более привлекательная и продуктивная сфера, чем IT: «Фармацевтика и здравоохранение — это будущее. То будущее, каким были ИТ в 80-е и 90-е годы».

### Общественная и другая деятельность
Дмитрий Шимкив был и является участником разных общественных, неприбыльных и коммерческих организаций: совет AIESEC (с 2003), эксперт по иностранным инвестициям в Консультативном совете при президенте Украины (2005—2007), правление БФ Богдана Гаврилишина и Американской торговой палаты Украины (с 2010), член Организации молодых президентов (с 2011), наблюдательный совет Львовского университета «Львовская политехника» (с 2012), участник АСПЕН Украина (с 2014) и т.д.
Во время Евромайдана Шимкив одним из первых среди представителей украинского IT бизнеса выступил с резкой критикой действий власти. Он временно сложил полномочия генерального директора Microsoft Украина и пошел на Майдан защищать права и свободы соотечественников.
1 ноября 2018 года включён в санкционный список России.

## Оценка деятельности
По мнению Алексея Беловола, уже в 2014 году Дмитрий Шимкив стал главным реформатором Администрации президента Украины, в частности идеологом скорейшего запуска 3G в Украине. По цитируемости Шимкив был первым в своей команде.
По версии издания «Власть денег» в 2020 году компания «Дарница» вошла в перечень 25 лучших компаний Украины в сфере цифровизации. За это направление ответственный Дмитрий Шимкив.

### Достижения
В 2010 году журнал «ТОП-100. Рейтинг лучших компаний Украины» назвал Дмитрия Шимкива №30 среди лучших топ-менеджеров.
В 2011 году Дмитрий Шимкив вошел в список 15 лучших менеджеров Украины по версии журнала «Корреспондент».
В 2012 году издательство «Экономика» и журнал «ТОП-100. Рейтинг лучших компаний Украины» назвали Д.Шимкива вместе с А.Вадатурским лучшим топ-менеджером Украины.
В 2013 году Дмитрий Шимкив в десятке лучших топ-менеджеров Украины по версии журнала «Инвестгазета».
В 2020 году Дмитрий Шимкив назван одним из украинцев, который делится полезными знаниями про бизнес, фармацевтику, инновации (№18 у «Топ-100 самых вдохновляющих украинцев»).

## Доходы
Согласно данным электронной декларации, Дмитрий Шимкив за 2015 год заработал 196,5 тыс. гривен, дивиденды от акций в Microsoft составили 306 тыс. гривен. На банковских счетах у него были 102 тыс. гривны, 30 тыс. датских крон, 13 тыс. долларов, наличными средствами — 255 тыс. долларов, 200 тыс. гривен и 22 тыс. евро. Шимкив задекларировал две квартиры в Киеве (площадью 182 м² и 123 м²) и квартиру во Львове (51 м²). Также в декларации были указаны швейцарские часы Breitling и Jaeger-LeCoultre, автомобиль Audi A4 2005 года выпуска. Доход членов его семьи за год превысил 4 млн гривен.

## Семья
Женат, воспитывает троих детей. Увлекается спортом, историей и искусством.

## Внешние ссылки
- Денис Кацило, Станислав Юрасов. Дмитрий Шимкив: Украинские химики не делают ничего оригинального? Неправда! : [арх. 21.01.2021] // LIGA.net. — 2019. — 16 июля. — Дата обращения: 07.03.2021.
- Анна Левченко. Голова ради директорів Darnitsa Group: Пандемія COVID-19 довела, що сильна фарміндустрія зміцнює безпеку держави : [арх. 17.01.2021] // Интерфакс-Украина. — 2020. — 7 грудня. — Дата обращения: 07.03.2021.
- Дмитрий Шимкив, председатель совета директоров Darnitsa Group : [арх. 02.12.2020] // Укринформ. — 2020. — 28 апреля. — Дата обращения: 07.03.2021.